# Riki Alba
Riki Tomas Alba (Oslo, 2 marzo 1995) è un calciatore norvegese naturalizzato dominicano, attaccante della nazionale dominicana, svincolato.

## Carriera

### Club
Alba è cresciuto nelle giovanili dello Skeid, per poi entrare a far parte di quelle del Vålerenga. Ha esordito nella prima squadra di quest'ultimo club in data 24 aprile 2014, in occasione di una sfida valida per il primo turno del Norgesmesterskapet in trasferta contro il Nordstrand: schierato titolare, ha contribuito con una rete alla vittoria per 0-5 della sua squadra.
Il 12 agosto 2014, Alba è stato ceduto al Nest-Sotra con la formula del prestito. Il 13 agosto ha quindi debuttato con la nuova maglia, sostituendo Steffen Lie Skålevik nella vittoria casalinga per 2-1 sull'Alta. A fine stagione, ha fatto ritorno al Vålerenga.
Nella stagione seguente, Alba è stato ceduto con la medesima formula al Bærum. Ha disputato la prima partita con questa squadra il 6 aprile 2015, venendo schierato titolare nella sconfitta per 3-1 subita in casa del Sogndal. Il 30 aprile ha siglato il primo gol, nella vittoria per 1-0 sull'Hønefoss.
Il 2 febbraio 2016, Alba si è trasferito agli svedesi del Varberg, ancora a titolo temporaneo. Il 2 aprile seguente ha esordito quindi in Superettan, subentrando a Nsima Peter nella vittoria per 2-1 sull'Åtvidaberg. Ha totalizzato 6 presenze in campionato, senza segnare, prima di tornare al Vålerenga.
Il 3 agosto 2016, quindi, Alba si è trasferito all'Ullensaker/Kisa, ancora in prestito. È tornato a calcare i campi della 1. divisjon il successivo 7 agosto, sostituendo Martin Falkeborn nel pareggio per 0-0 arrivato in casa del Mjøndalen. Il 28 agosto sono arrivate le prime reti, con una doppietta nella vittoria per 8-3 sull'Hødd.
Il 9 dicembre 2016 è stato ufficializzato il suo passaggio – a titolo definitivo – all'Asker, che sarebbe stato ratificato a partire dal 1º gennaio 2017, data di riapertura del calciomercato locale. Ha esordito in squadra il 17 aprile, nella sconfitta interna per 1-5 subita contro l'HamKam.
Ad agosto 2017, Alba è stato tesserato dal Grorud. Il 5 agosto ha giocato la prima partita con la nuova casacca, quando ha sostituito Zirak Ahmed nel pareggio per 2-2 in casa del KFUM Oslo. Il 9 settembre successivo ha siglato la prima rete, nella vittoria per 1-6 arrivata sul campo del Follo.
L'anno successivo è passato al Lørenskog, in 3. divisjon. Il 14 aprile 2018 ha quindi debuttato con la nuova maglia, trovando la rete decisiva per la sua squadra nella vittoria per 1-0 sul Kråkerøy. Rimasto in squadra per circa un anno e mezzo, ha totalizzato 44 reti in 44 partite, tra campionato e coppa.
Il 30 agosto 2019, Alba è stato ingaggiato dal Fredrikstad, a cui si è legato con un contratto valido fino al termine della stagione. Ha esordito il 31 agosto, sostituendo Love Reuterswärd nella sconfitta per 1-0 in casa dell'Egersund. Il 22 settembre ha segnato il primo gol, nel 3-2 sul Brattvåg. Il 17 novembre 2019 ha prolungato il contratto che lo legava al club per altre due stagioni.
Ha contribuito alla promozione del Fredrikstad in 1. divisjon, arrivata al termine del campionato 2020. L'8 settembre 2021 ha rinnovato ancora l'accordo con il club, fino al 31 dicembre 2023.
Nel corso della 1. divisjon 2023, il Fredrikstad ha centrato la promozione in Eliteserien. Lo stesso club, in data 27 ottobre 2023, ha annunciato che il contratto di Alba – in scadenza al termine dell'annata – non sarebbe stato rinnovato.
Il 16 febbraio 2024 è stato reso noto il passaggio di Alba agli statunitensi del Las Vegas Lights.
Il 28 agosto 2024 ha fatto ritorno in Norvegia, firmando un contratto valido fino al termine della stagione con il Sandnes Ulf.

### Nazionale
Alba ha rappresentato la Norvegia a livello Under-15, Under-16 e Under-17. Ha successivamente scelto di rappresentare la Repubblica Dominicana: ha esordito in una sfida valida per la CONCACAF Nations League il 13 ottobre 2023, sostituendo Edarlyn Reyes nella vittoria per 0-5 sulle Barbados, in cui ha trovato la rete che ha fissato il risultato sul punteggio finale.

## Statistiche

### Presenze e reti nei club
Statistiche aggiornate al 28 agosto 2024.
| Stagione           | Club               | Campionato         | Campionato | Campionato | Coppe nazionali | Coppe nazionali | Coppe nazionali | Coppe continentali | Coppe continentali | Coppe continentali | Supercoppe | Supercoppe | Supercoppe | Totale | Totale |
| Stagione           | Club               | Comp               | Pres       | Reti       | Comp            | Pres            | Reti            | Comp               | Pres               | Reti               | Comp       | Pres       | Reti       | Pres   | Reti   |
| ------------------ | ------------------ | ------------------ | ---------- | ---------- | --------------- | --------------- | --------------- | ------------------ | ------------------ | ------------------ | ---------- | ---------- | ---------- | ------ | ------ |
| gen.-ago. 2014     | Vålerenga          | ES                 | 0          | 0          | CN              | 1               | 1               | -                  | -                  | -                  | -          | -          | -          | 1      | 1      |
| ago.-dic. 2014     | Nest-Sotra         | 1D                 | 6          | 0          | CN              | -               | -               | -                  | -                  | -                  | -          | -          | -          | 6      | 0      |
| 2015               | Bærum              | 1D                 | 27         | 9          | CN              | 3               | 3               | -                  | -                  | -                  | -          | -          | -          | 30     | 12     |
| feb.-giu. 2016     | Varberg            | S                  | 6          | 0          | CS              | 2               | 1               | -                  | -                  | -                  | -          | -          | -          | 8      | 1      |
| ago.-dic. 2016     | Ullensaker/Kisa    | 1D                 | 10         | 2          | CN              | -               | -               | -                  | -                  | -                  | -          | -          | -          | 10     | 2      |
| gen.-lug. 2017     | Asker              | 2D                 | 4          | 0          | CN              | 1               | 0               | -                  | -                  | -                  | -          | -          | -          | 5      | 0      |
| ago.-dic. 2017     | Grorud             | 2D                 | 9          | 2          | CN              | -               | -               | -                  | -                  | -                  | -          | -          | -          | 9      | 2      |
| 2018               | Lørenskog          | 3D                 | 23         | 15         | CN              | 2               | 1               | -                  | -                  | -                  | -          | -          | -          | 25     | 16     |
| gen.-ago. 2019     | Lørenskog          | 3D                 | 17         | 26         | CN              | 2               | 2               | -                  | -                  | -                  | -          | -          | -          | 19     | 28     |
| Totale Lørenskog   | Totale Lørenskog   | Totale Lørenskog   | 40         | 41         |                 | 4               | 3               |                    | -                  | -                  |            | -          | -          | 44     | 44     |
| ago.-dic. 2019     | Fredrikstad        | 2D                 | 9          | 1          | CN              | -               | -               | -                  | -                  | -                  | -          | -          | -          | 9      | 1      |
| 2020               | Fredrikstad        | 2D                 | 17         | 8          | -               | -               | -               | -                  | -                  | -                  | -          | -          | -          | 17     | 8      |
| 2021               | Fredrikstad        | 1D                 | 30+1       | 10+0       | CN              | 2               | 0               | -                  | -                  | -                  | -          | -          | -          | 33     | 10     |
| 2022               | Fredrikstad        | 1D                 | 26         | 7          | CN              | 3               | 1               | -                  | -                  | -                  | -          | -          | -          | 29     | 8      |
| 2023               | Fredrikstad        | 1D                 | 22         | 6          | CN              | 2               | 1               | -                  | -                  | -                  | -          | -          | -          | 24     | 7      |
| Totale Fredrikstad | Totale Fredrikstad | Totale Fredrikstad | 108+1      | 32+0       |                 | 7               | 2               |                    | -                  | -                  |            | -          | -          | 116    | 34     |
| feb.-ago. 2024     | Las Vegas Lights   | USL                | 9          | 1          | USOC            | 2               | 1               | -                  | -                  | -                  | -          | -          | -          | 11     | 2      |
| ago.-dic. 2024     | Sandnes Ulf        | 1D                 | 0          | 0          | CN              | -               | -               | -                  | -                  | -                  | -          | -          | -          | 0      | 0      |
| Totale             | Totale             | Totale             | 215+1      | 87+0       |                 | 20              | 11              |                    | -                  | -                  |            | -          | -          | 236    | 98     |

## Palmarès

### Club

#### Competizioni nazionali
- 1. divisjon: 1

Fredrikstad: 2023